# ارتش چهارم (بریتانیا)
ارتش چهارم بریتانیا (انگلیسی: Fourth Army) ارتش میدانی نیروی زمینی بریتانیا بود، که در سال ۱۹۱۴ تأسیس شد و در سال ۱۹۴۴ منحل گردید.
ارتش چهارم، ارتشی میدانی بود که بخشی از نیروی اعزامی بریتانیا در طول جنگ جهانی اول را تشکیل می‌داد. ارتش چهارم در ۵ فوریه ۱۹۱۶ تحت فرماندهی ژنرال سر هنری راولینسون برای انجام وظیفه اصلی بریتانیا در نبرد سم تشکیل شد.